# Хасбестан
Хасбестан (перс. هسبستان) — село в Ірані, входить до складу дехестану Бакешлучай у Центральному бахші шахрестану Урмія провінції Західний Азербайджан.